# لا بلد للعجائز (فلم)
لا بلد للعجائز (بالإنجليزية: No Country for Old Men) هو فيلم أمريكي إنتاج 2007، مقتبس من رواية للكاتب كورماك مكارثي تحمل نفس الاسم، كتابة وإخراج الأخوين كوين. تدور أحداث الفيلم عام 1980 في تكساس.

## القصة
تدور أحداث الفيلم حول ثلاثة أشخاص، شريف يدعى بيل (تومي لي جونز) الذي كان على وشك التقاعد، بعد انتشار تهريب المخدرات عبر الحدود مع المكسيك، والثاني صياد يدعى ليولين موس (جوش برولين) والذي يعثر على شاحنة مليئة بالمخدرات وحقيبة تحتوي على مليونَي دولار، عندما اكتشف بالصدفة مكان صفقة تحولت إلى معركة بين عصابتين لتهريب المخدرات حيث لم ينجو منها أحد، فأخذ المال وترك المخدرات معتقدا بأنه قادر على النجاة بفعلته، والثالث قاتل يدعى أنتون شيغور (خافيير بارديم)، يستأجر من قبل أصحاب المال لاسترجاعه. ويجد بيل نفسه في خضم الأحداث بعد أن يقوم مساعد الشريف باعتقال أنتون، الذي ينجح رغم كونه مقيدا بالأصفاد في قتل سجانه والهرب لمطاردة موس، فيذهب بيل في إثره محاولا إيقاف القاتل الذي يقتل كل من يمر في طريقه باستثناء بعض المحظوظين ممن يربحون حياتهم في لعبة رمي قطعة النقد التي يحدد من خلالها مصيرهم.

## الممثلون
- تومي لي جونز
- جوش برولين
- خافيير بارديم.

## الاستقبال
الفيلم حاز على أربعة جوائز أوسكار بالحفل الثمانين منها جائزة أفضل فيلم.

## روابط  خارجية
- مقالات تستعمل روابط فنية بلا صلة مع ويكي بيانات

| سبقه المغادرون | أوسكار - أفضل فيلم 2007 | تبعه المتشرد المليونير |